# LeBlond-Schacht Truck Company

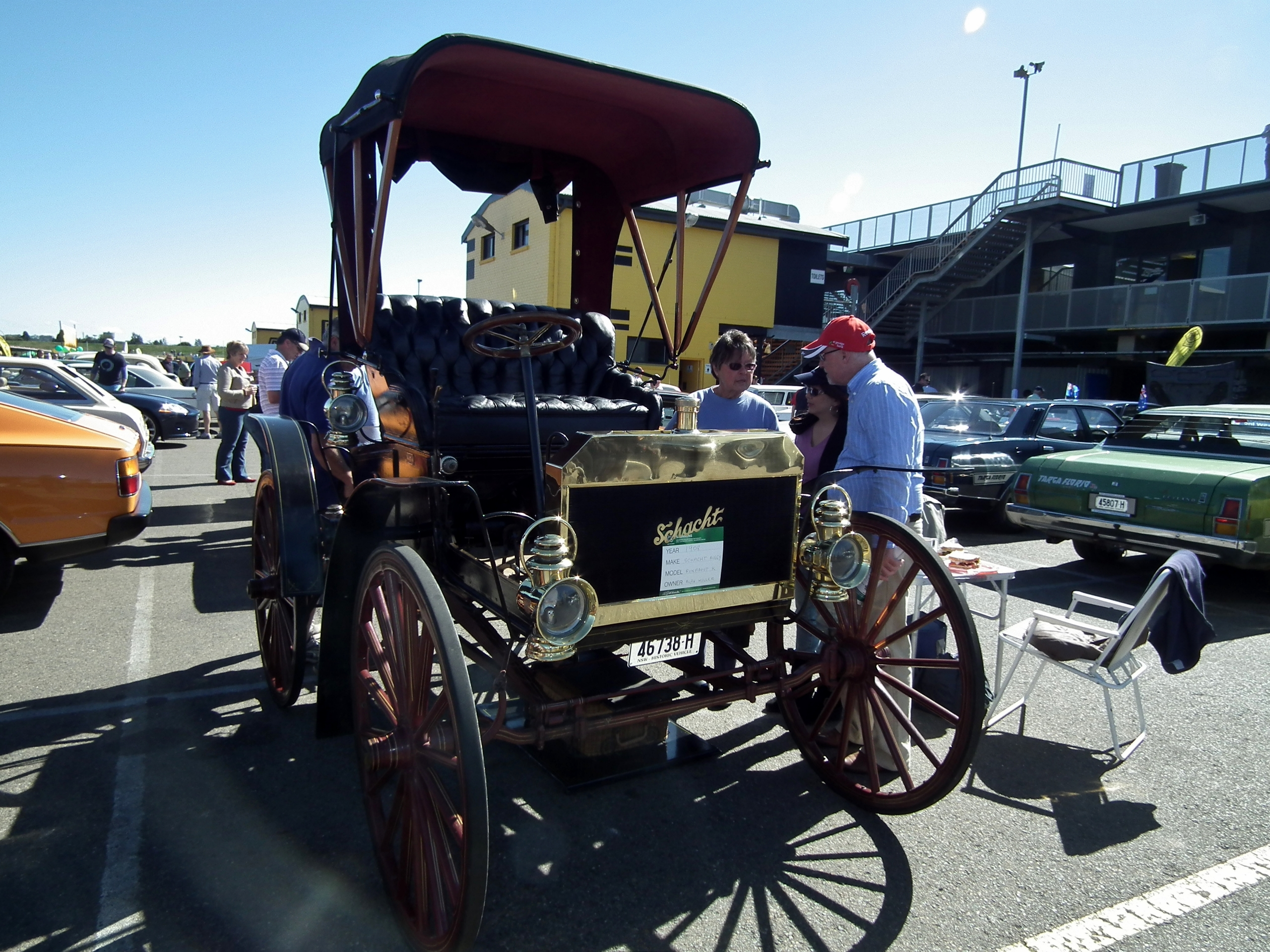
Schacht Modell K High Wheel Buggy von 1908

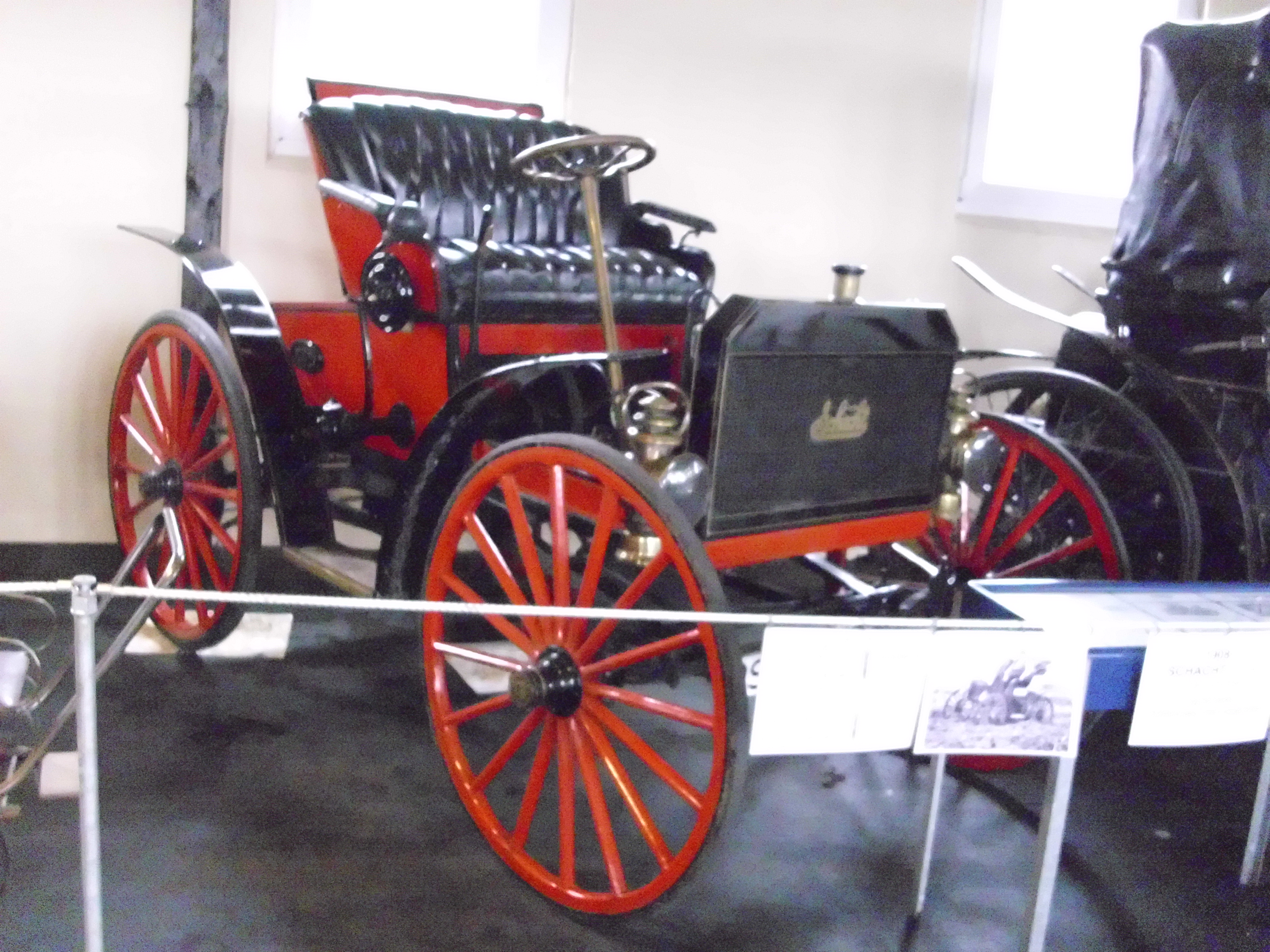
Schacht von 1909 im Automuseum Melle

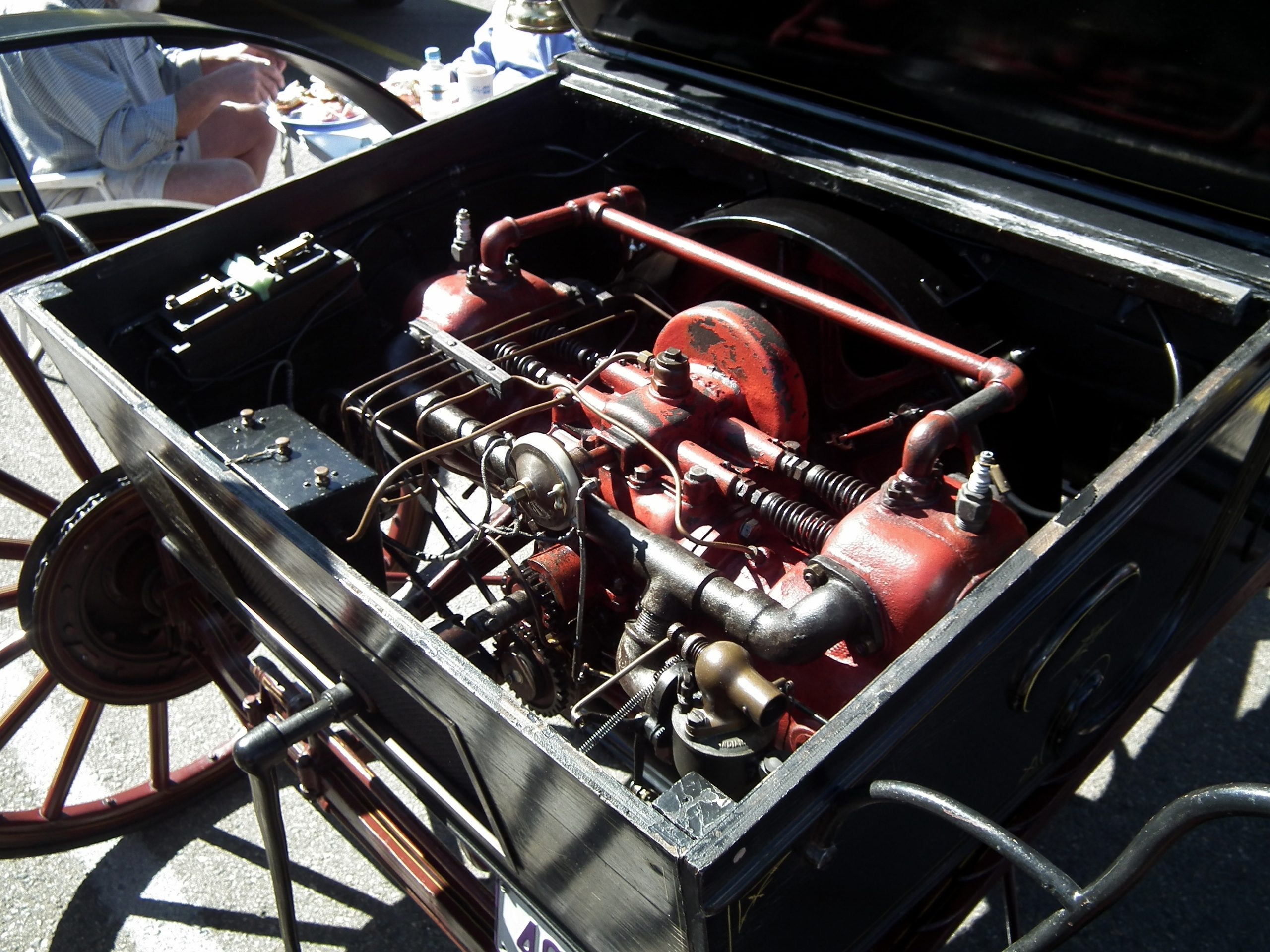
Zweizylindermotor im Heck des Schacht Modell K High Wheel Buggy von 1908

Die LeBlond-Schacht Truck Company, vorher Schacht Manufacturing Company, Schacht Motor Car Company und G. A. Schacht Motor Truck Company, war ein US-amerikanischer Automobilhersteller. Der Sitz war in Cincinnati in Ohio. Der Markenname lautete Schacht.

## Unternehmensgeschichte
Die Schacht Manufacturing Company stellte seit dem 19. Jahrhundert kleine Fuhrwerke her. Die Brüder Gustav A. und William Schacht leiteten das Unternehmen. 1904 kamen Personenkraftwagen dazu. Der erste Wagen war ein hochrädriger Buggy mit Zweizylindermotor im Heck, in dem zwei Personen Platz fanden. Schon im Folgejahr kam ein Vierzylindermodell mit 30 bhp (22 kW) Leistung dazu, dessen Leistung im Folgejahr auf 40 bhp (29 kW) stieg. Ab 1907 jedoch beschränkte sich Schacht wieder auf die Highwheeler, günstige, hochrädrige Fahrzeuge, die die Firma bekannt und erfolgreich machten. 
1909 oder 1911 erfolgte die Umbenennung in Schacht Motor Car Company. 1911 wurden die Räder wieder kleiner und es gab wieder Vierzylindermotoren. 1912 fiel das preisgünstige Zweizylindermodell weg, aber bald musste Schacht erkennen, dass seine Personenwagen nicht mehr konkurrenzfähig waren. 1913 endete der Pkw-Bau.
Im Juni 1913 erfolgte die Umfirmierung in G. A. Schacht Motor Truck Company und 1927 in LeBlond-Schacht Truck Company. 1928 wurde Armleder übernommen. 1936 kam die Ahrens-Fox Fire Engine Company dazu, wobei unklar bleibt, ob es ein Aufkauf oder eine Fusion war. 1938 oder spätestens 1939 endete die Lkw-Produktion der Marke Schacht. 1942 kam kriegsbedingt auch der Produktionsstopp für die Ahrens-Fox-Feuerwehrfahrzeuge.

## Pkw-Modelle
| Modell           | Bauzeitraum | Zylinder | Leistung             | Radstand (mm) | Aufbau                                         |
| ---------------- | ----------- | -------- | -------------------- | ------------- | ---------------------------------------------- |
| High Wheel Buggy | 1904–1906   | 2 Reihe  | 10 bhp (7,4 kW)      | 1651          | High Wheel Buggy 2 Sitze                       |
| Touring          | 1905–1906   | 4 Reihe  | 30–40 bhp (22–29 kW) | 2591          | Tourenwagen 5 Sitze                            |
| H                | 1907        | 2 Reihe  | 12 bhp (8,8 kW)      | 1676          | High Wheel Buggy 2 Sitze                       |
| B                | 1907        | 4 Reihe  | 40 bhp (29 kW)       | 2794          | Tourenwagen 5 Sitze                            |
| K                | 1908        | 2 Reihe  | 12 bhp (8,8 kW)      | 1651          | High Wheel Buggy 2 Sitze                       |
| K                | 1909        | 2 Reihe  | 20 bhp (14,7 kW)     | 1880          | High Wheel Buggy 2 Sitze                       |
| B / D            | 1910–1911   | 2 Reihe  | 24 bhp (17,6 kW)     | 2616–2641     | High Wheel Surrey 4 Sitze, Lieferwagen 2 Sitze |
| R                | 1910        | 2 Reihe  | 24 bhp (17,6 kW)     | 2286          | High Wheel Runabout 2 Sitze                    |
| AA               | 1911        | 4 Reihe  | 40 bhp (29 kW)       | 3048          | Tourenwagen 5/7 Sitze                          |
| FL               | 1912        | 4 Reihe  | 40 bhp (29 kW)       | 2794          | Roadster 2 Sitze                               |
| GF               | 1912        | 4 Reihe  | 40 bhp (29 kW)       | 3048          | Tourenwagen 7 Sitze                            |
| JM               | 1912        | 4 Reihe  | 50 bhp (37 kW)       | 3048          | Tourenwagen 7 Sitze                            |
| NS               | 1913        | 4 Reihe  | 50 bhp (37 kW)       | 3048          | Tourenwagen 5 Sitze                            |
| KL               | 1913        | 4 Reihe  | 50 bhp (37 kW)       | 3048          | Roadster 2 Sitze                               |
| PP               | 1913        | 4 Reihe  | 50 bhp (37 kW)       | 3505          | Tourenwagen 8 Sitze                            |

## Nutzfahrzeuge
Die ersten Lastkraftwagen hatten Nutzlasten zwischen 450 kg und 4 Tonnen. 1922 lag der Bereich zwischen 2 und 7 Tonnen. Die Ottomotoren kamen zumeist von der Continental Motors Company und der Wisconsin Motor Manufacturing Company. 1926 kam mit dem Super Safety Coach ein Omnibus dazu. Er hatte einen Sechszylindermotor, der mit 48,6 PS eingestuft war, ein Achtganggetriebe und ein auffallend niedriges Fahrgestell.
Ein erhaltener Lkw von 1927 stand zumindest in der Vergangenheit im Hayes Antique Truck Museum.
Zumindest 1915 wurden Lkw im Vereinigten Königreich als Patricia angeboten.